# Loretta Young
Loretta Young, pseudonimo di Gretchen Young (Salt Lake City, 6 gennaio 1913 – Santa Monica, 12 agosto 2000), è stata un'attrice statunitense.

## Biografia

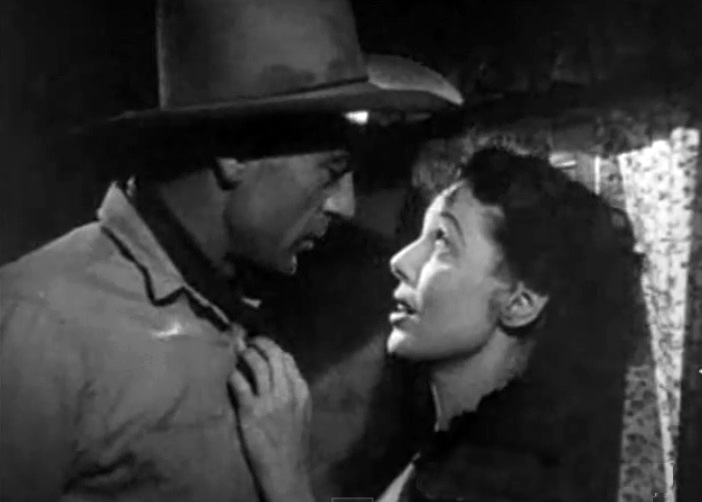
La Young nel 1945 con Gary Cooper in Il magnifico avventuriero (Along Came Jones)

Terza figlia di Gladys Royal e John Earle Young, i suoi genitori si separarono quando lei aveva due anni e l'anno seguente si trasferì con la madre e le sorelle a Hollywood. Iniziò a recitare fin dall'età di quattro anni, comparendo sullo schermo tra il 1917 e il 1921 in alcune pellicole mute. Anche le sorelle Polly Ann e Elizabeth Jane cominciarono la loro carriera negli stessi anni come attrici bambine.
Loretta Young raggiunse la notorietà durante gli anni trenta, recitando in numerosi film drammatici e commedie brillanti, e conquistando il favore del pubblico grazie alle sue doti di simpatia innata, leggerezza e bellezza. Divenne una diva hollywoodiana di primo piano nel 1938, grazie al film Kentucky, che valse il premio Oscar al co-protagonista Walter Brennan.
Apparve poi in ruoli da protagonista accanto ai maggiori divi dell'epoca, come David Niven in Eternamente tua (1939), Ray Milland in Notte bianca (1940), Gary Cooper ne Il magnifico avventuriero (1945), Cary Grant ne La moglie del vescovo (1947), Clark Gable ne La chiave della città (1950). Vinse il premio Oscar alla miglior attrice nel 1948 per La moglie celebre (1947) a fianco di Joseph Cotten ed Ethel Barrymore.
Nel 1953 interpretò il suo ultimo ruolo sul grande schermo, per lavorare poi prevalentemente in televisione con una serie antologica dal titolo Letter to Loretta, per la quale vinse tre Emmy Awards. Si ritirò a vita privata nel 1962, ma riapparve un'ultima volta in un film realizzato per la televisione nel 1989. Morì all'età di 87 anni per un tumore alle ovaie, in casa della sorellastra Georgiana Young, moglie dell'attore Ricardo Montalbán. È sepolta al Holy Cross Cemetery di Culver City (California).

## Vita privata

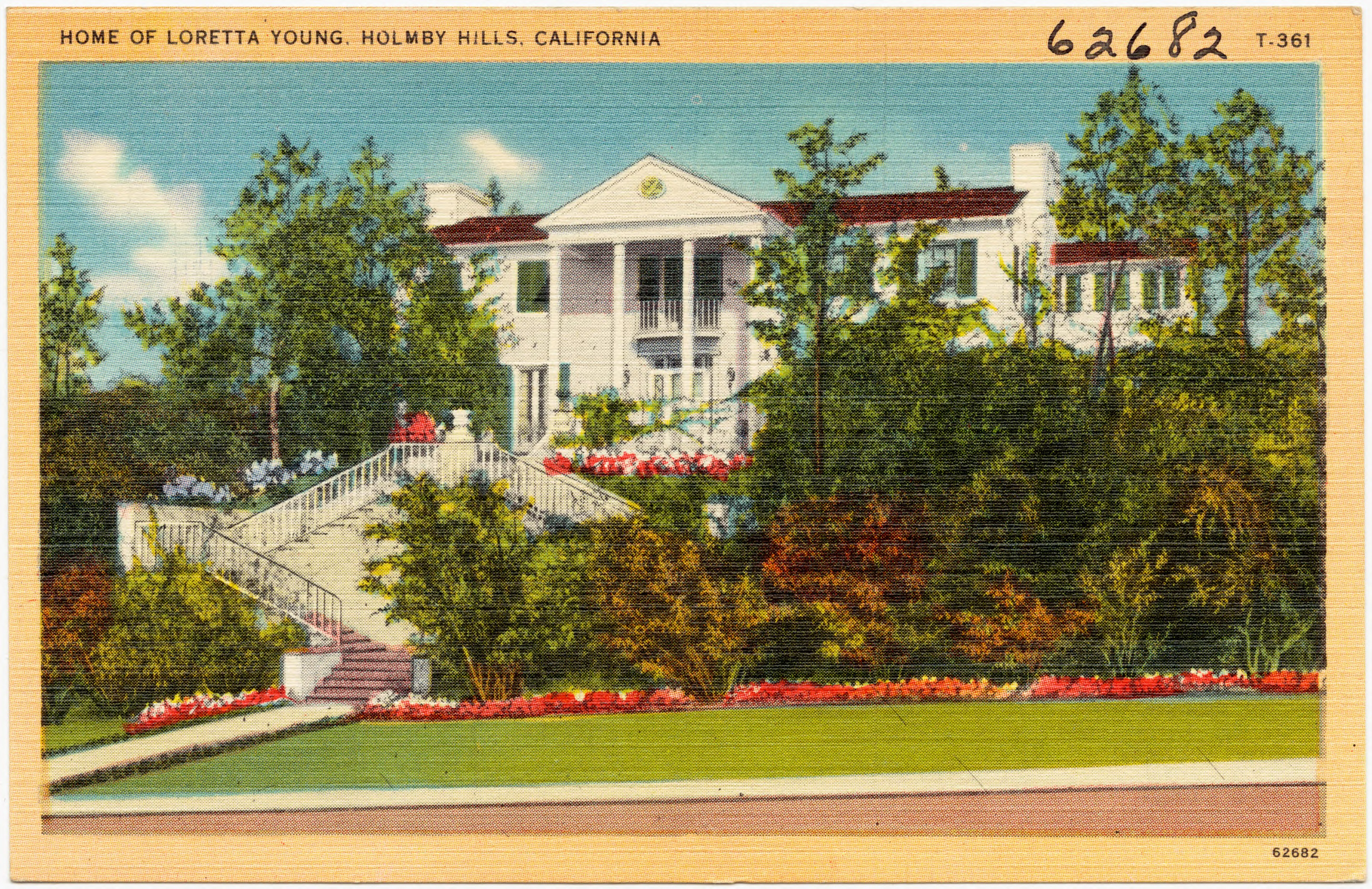
Cartolina d'epoca con la residenza hollywoodiana dell'attrice

Nel 1935, sul set de Il richiamo della foresta (1935), l'attrice scoprì di essere incinta di quella che sarà la figlia Judith, che seguirà le orme materne con il nome di Judy Lewis, apparendo in numerose serie televisive degli anni sessanta e settanta. Il padre era l'attore Clark Gable, al tempo sposato con Maria "Ria" Langham. Loretta Young, cattolica praticante, rifiutò l'aborto, ma tenne nascosta la gravidanza e dichiarò di aver adottato la bambina, per evitare uno scandalo che avrebbe nuociuto alla carriera di entrambi.
Solo con la sua postuma biografia autorizzata, la Young confermò le voci da tempo circolanti sulla paternità di Gable. Nel 2015 la nuora Linda Lewis rivelò la confessione fatta dall'attrice al figlio Christopher, suo marito, nel 1998: tra lei e Gable non c'era stato alcun legame sentimentale e Judith non era nata da un rapporto consensuale, ma da una violenza carnale.
Era devota della Madonna di Medjugorje.

## Filmografia parziale
- The Primrose Ring, regia di Robert Z. Leonard (1917)
- Lo sceicco (The Sheik), regia di George Melford (1921) - non accreditata
- Femminilità (The Magnificent Flirth), regia di Harry d'Abbadie d'Arrast (1928)
- Ridi pagliaccio (Laugh, Clown, Laugh), regia di Herbert Brenon (1928)
- Rivista delle nazioni (The Show of Shows), regia di John G. Adolfi (1929)
- The Girl in the Glass Cage, regia di Ralph Dawson (1929)
- The Squall, regia di Alexander Korda (1929)
- Nell'ora suprema (Fast Life), regia di John Francis Dillon (1929)
- Show Girl in Hollywood, regia di Mervyn LeRoy (1930)
- Il mendicante di Bagdad (Kismet), regia di John Francis Dillon (1930)
- Dall'ombra alla luce (Road to Paradise), regia di William Beaudine (1930)
- The Truth About Youth, regia di William A. Seiter (1930)
- The Ruling Voice, regia di Rowland V. Lee (1930)
- The Right of Way, regia di Frank Lloyd (1931) (non accreditata)
- Beau Ideal, regia di Herbert Brenon (1931)
- Amor mio tradiscimi! (Big Business Girl) regia di William A. Seiter (1931)
- La donna di platino (Platinum Blonde), regia di Frank Capra (1931)
- Three Girls Lost, regia di Sidney Lanfield (1931)
- L'uomo dalla scure (The Hatchet Man), regia di William A. Wellman (1932)
- L'angelo della vita (Life Begins), regia di James Flood ed Elliott Nugent (1932)
- They Call It Sin, regia di Thornton Freeland (1932)
- Mary a mezzanotte (Midnight Mary), regia di William A. Wellman (1933)
- Guerra bianca (Employees' Entrance), regia di Roy Del Ruth (1933)
- Zani (Zoo in Budapest), regia di Rowland V. Lee (1933)
- Il giocatore (Grand Slam), regia di William Dieterle (1933)
- La seconda aurora (The Life of Jimmy Dolan), regia di Archie Mayo (1933)
- Orizzonti di fuoco (The Devil's in Love), regia di William Dieterle (1933)
- Vicino alle stelle (Man's Castle), regia di Frank Borzage (1933)
- Eroi in vendita (Heroes for Sale), regia di William A. Wellman (1933)
- La casa dei Rothschild (The House of Rotschild), regia di Alfred L. Werker (1934)
- Born to Be Bad, regia di Lowell Sherman (1934)
- Un'ombra nella nebbia (Bulldog Drummond Strikes Back), regia di Roy Del Ruth (1934)
- Carovane (Caravan), regia di Erik Charell (1934)
- Angeli del dolore (The White Parade), regia di Irving Cummings (1934)
- Il conquistatore dell'India (Clive of India), regia di Richard Boleslawski (1935)
- Shanghai, regia di James Flood (1935)
- Hollywood Extra Girl, documentario di Herbert Moulton (1935)
- Il richiamo della foresta (The Call of the Wild), regia di William A. Wellman (1935)
- I crociati (The Crusaders), regia di Cecil B. DeMille (1935)
- L'ora misteriosa (The Unguarded Hour), regia di Sam Wood (1936)
- Difendo il mio amore (Private Number), regia di Roy Del Ruth (1936)
- Ramona, regia di Henry King (1936)
- Ragazze innamorate (Ladies in Love), regia di Edward H. Griffith (1936)
- L'amore è novità (Love Is News), regia di Tay Garnett (1937)
- Caffè Metropole (Café Metropole), regia di Edward H. Griffith (1937)
- Love Under Fire, regia di George Marshall (1937)
- La gelosia non è di moda (Wife, Doctor and Nurse), regia di Walter Lang (1937)
- Mia moglie cerca marito (Second Honeymoon), regia di Walter Lang (1937)
- Il giuramento dei quattro (Four Men and a Prayer), regia di John Ford (1938)
- Three Blind Mice, regia di William A. Seiter (1938)
- Suez, regia di Allan Dwan (1938)
- Kentucky, regia di David Butler (1938)
- Siamo fatti così (Wife, Husband and Friend), regia di Gregory Ratoff (1939)
- La sposa di Boston (The Story of Alexander Graham Bell), regia di Irving Cummings (1939)
- Eternamente tua (Eternally Yours), regia di Tay Garnett (1939)
- Notte bianca (The Doctor Takes a Wife), regia di Alexander Hall (1940)
- Ha da venì (He Stayed for Breakfast), regia di Alexander Hall (1940)
- La ribelle del West (The Lady from Cheyenne), regia di Frank Lloyd (1941)
- Uomini nella sua vita (The Men in Her Life), regia di Gregory Ratoff (1941)
- Accadde una sera (Bedtime Story), regia di Alexander Hall (1941)
- La morte viene dall'ombra (A Night to Remember), regia di Richard Wallace (1942)
- Cina (China), regia di John Farrow (1943)
- Cinque maniere di amare (Ladies Courageous), regia di John Rawlins (1944)
- Il grande silenzio (And Now Tomorrow), regia di Irving Pichel (1944)
- Il magnifico avventuriero (Along Came Jones), regia di Stuart Heisler (1945)
- Lo straniero (The Stranger), regia di Orson Welles (1946)
- Un matrimonio ideale (The Perfect Marriage), regia di Lewis Allen (1947)
- La moglie celebre (The Farmer's Daughter), regia di Henry C. Potter (1947)
- La moglie del vescovo (The Bishop's Wife), regia di Henry Koster (1947)
- Il vagabondo della foresta (Rachel and the Stranger), regia di Norman Foster (1948)
- Delitto senza peccato (The Accused), regia di William Dieterle (1949)
- L'adorabile intrusa (Mother Is a Freshman), regia di Lloyd Bacon (1949)
- Le due suore (Come to the Stable), regia di Henry Koster (1949)
- La chiave della città (Key to the City), regia di George Sidney (1950)
- La lettera accusatrice (Cause for Alarm!), regia di Tay Garnett (1951)
- Mi svegliai signora (Half Angel), regia di Richard Sale (1951)
- Paula, regia di Rudolph Maté (1952)
- Perdonami se mi ami (Because of You), regia di Joseph Pevney (1952)
- It Happens Every Thursday, regia di Joseph Pevney (1953)

## Riconoscimenti
- Premio Oscar
  - 1948 – Migliore attrice per La moglie celebre
  - 1950 – Candidatura alla miglior attrice per Le due suore

### Altri premi
- WAMPAS Baby Stars (1929)

- Hollywood Walk of Fame (Star of Motion Pictures; 6100 Hollywood Blvd. / Star of Television; 6135 Hollywood Blvd.; February 8, 1960)

- Young Hollywood Hall of Fame (1930's)

## Doppiatrici italiane
Nelle versioni in italiano delle opere in cui ha recitato, Loretta Young è stata doppiata da:
- Lydia Simoneschi in La casa dei Rothschild, I crociati, Un matrimonio ideale, Mi svegliai signora, Paula
- Rina Morelli in Cina, Il magnifico avventuriero, Lo straniero
- Giovanna Scotto in La moglie del vescovo, Il vagabondo della foresta, Le due suore
- Ada Maria Serra Zanetti in L'amore è novità (ridoppiaggio)[3], Caffè Metropole (ridoppiaggio)[4], Suez (ridoppiaggio)
- Nella Maria Bonora in Il grande silenzio[5], Eternamente tua
- Renata Marini in La moglie celebre, L'adorabile intrusa
- Cristina Boraschi in Beau Ideal (doppiaggio tardivo), Il vagabondo della foresta (ridoppiaggio)
- Andreina Pagnani in La ribelle del West
- Lia Orlandini in Accadde una sera
- Dhia Cristiani in Delitto senza peccato
- Maria Pia Di Meo in La moglie del vescovo (ridoppiaggio)
- Aurora Cancian in La chiave della città (ridoppiaggio)[6]